# Brest Métropole
Pour les articles homonymes, voir CUB et BMO.
Brest Métropole est une métropole française située dans le département du Finistère, en région Bretagne.
En application de la loi de modernisation de l'action publique territoriale et d'affirmation des métropoles (Loi MAPTAM) du 27 janvier 2014, elle prend la suite de la communauté urbaine de Brest (CUB), créée en 1973 et renommée Brest Métropole Océane (BMO) en 2005. À l'entrée en application de la loi, le 1er janvier 2015, son nom est simplifié en Brest Métropole (un anglicisme, par calque de l'anglais).
La métropole est membre des pôles métropolitains du Pays de Brest et de Loire-Bretagne.

## Historique
La communauté urbaine de Brest a été créée le 24 mai 1973. Née à l'initiative de Georges Lombard, alors maire de Brest et donc à la demande des élus locaux, par opposition aux quatre premières communautés urbaines imposées par la loi en 1969, elle est une des plus petites communautés urbaines. Elle se singularise par son très fort niveau d'intégration avec, dès sa création, un traitement communautaire des questions d'urbanisme (Plan d'occupation des sols (POS) puis Plan local d'urbanisme (PLU) communautaire) et d'aménagement de zones d'activités.
Les communes membres décident en 2000 de nouveaux transferts de compétences incluant l'ensemble de la gestion de l'espace public, mais également un certain nombre d'équipements d'agglomération (piscines, parc de Penfeld, le Quartz, etc.). Elle adopte la fiscalité propre (TPU) dès que la loi le lui permet en 2002.
Elle crée les premiers services communs entre ville et communauté urbaine dès 1998 avec la direction de l'informatique et des télécommunications. Suivront ensuite la direction des ressources humaines, les régies bâtiments, la direction des finances et des marchés, et en 2002, les secrétariats généraux de la ville centre et de la communauté urbaine fusionnent.
Le 8 novembre 2004, elle décide de changer de nom pour devenir Brest métropole océane (BMO), le terme métropole, en absence de définition légale, est alors l'expression d'une ambition et non un statut juridique.
En 2008, est mise en place la Gestion unifiée du personnel (GUP) : tous les personnels de la ville de Brest sont transférés à BMO et sont ensuite mis à disposition et facturés par BMO à la ville.
Brest métropole océane se définissant alors comme « l'intercommunalité la plus intégrée de France », et ayant déjà mutualisé l'ensemble des compétences requises, met tout en œuvre pour pouvoir accéder au statut de métropole malgré une population nettement inférieure aux critères démographiques (500 000 habitants initialement envisagés),.
Après consultation formelle de chacun des huit conseils municipaux concernés, la communauté urbaine Brest métropole océane se transforme le 1er janvier 2015 en métropole et prend le nom de « Brest Métropole » . 
François Cuillandre, son président, ainsi que des élus des communes potentiellement concernées, militent en 2018 pour l'élargissement de la métropole, la moins peuplée de France, aux intercommunalités voisines,, malgré les réticences de certaines communautés de communes concernées,.
Fin 2018, des discussions en vue d'une intégration de la communauté de communes Presqu'île de Crozon-Aulne maritime ont eu lieu. Le 18 décembre, le conseil communautaire a rejeté cette fusion, annulant de fait le projet. Si l'opération s'était concrétisée, la métropole aurait gagné plus de 23 000 habitants. 
Dans un second temps, une étude sera menée en vue d'une éventuelle intégration de la communauté de communes du pays des Abers. L'objectif reste de donner à la métropole brestoise la taille critique pour constituer un contrepoids dans l'ouest breton "dans un souci d'équilibre avec le développement de Rennes et de Nantes".

## Territoire communautaire

### Géographie

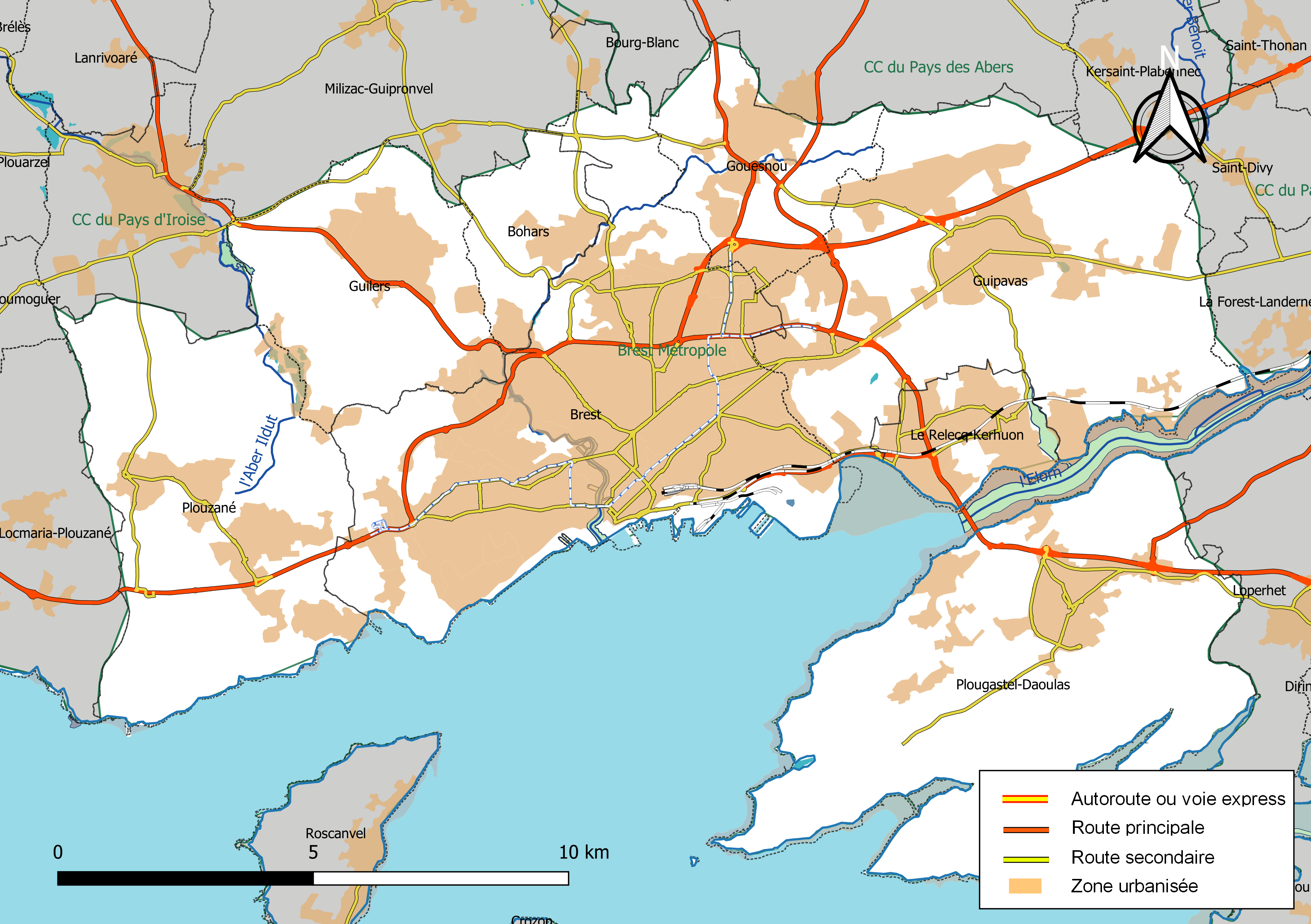
Carte de l'intercommunalité Brest Métropole au 1er janvier 2019.

Brest Métropole se situe à l'ouest de la Bretagne, au nord-ouest du Finistère et est constituée de huit communes:

### Composition

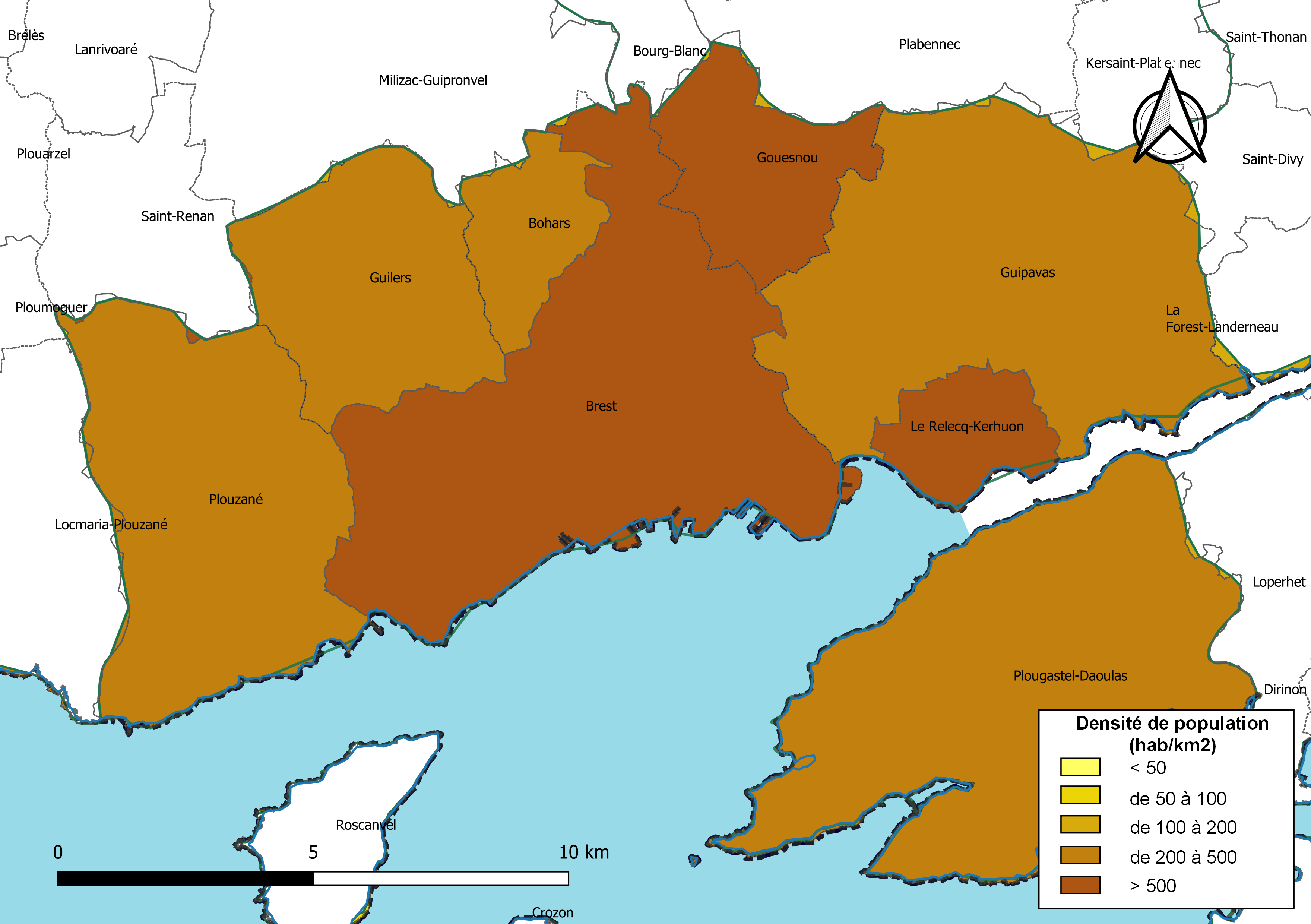
Carte des densités de population (millésimée 2016) des communes de l'intercommunalité Brest Métropole. Composition en communes au 1er janvier 2019.

Brest Métropole regroupe huit communes du Finistère depuis 1973. Depuis cette date, aucune autre commune n'a rejoint l'intercommunalité. 
La métropole est composée des 8 communes suivantes :

| Nom                | Code Insee | Gentilé                | Superficie (km2) | Population (dernière pop. légale) | Densité (hab./km2) |
| ------------------ | ---------- | ---------------------- | ---------------- | --------------------------------- | ------------------ |
| Brest (siège)      | 29019      | Brestois               | 49,51            | 140 993 (2022)                    | 2 848              |
| Bohars             | 29011      | Boharsiens             | 7,27             | 3 671 (2022)                      | 505                |
| Gouesnou           | 29061      | Gouesnousiens          | 12,08            | 6 412 (2022)                      | 531                |
| Guilers            | 29069      | Guilériens             | 18,98            | 8 221 (2022)                      | 433                |
| Guipavas           | 29075      | Guipavasiens           | 44,13            | 15 401 (2022)                     | 349                |
| Plougastel-Daoulas | 29189      | Plougastels            | 46,83            | 13 431 (2022)                     | 287                |
| Plouzané           | 29212      | Plouzanéens            | 33,14            | 13 437 (2022)                     | 405                |
| Le Relecq-Kerhuon  | 29235      | Relecquois ou Kerhorre | 6,43             | 11 837 (2022)                     | 1 841              |

### Démographie
| 1968    | 1975    | 1982    | 1990    | 1999    | 2006    | 2011    | 2016    | 2022    |
| ------- | ------- | ------- | ------- | ------- | ------- | ------- | ------- | ------- |
| 183 595 | 206 668 | 207 831 | 208 265 | 213 545 | 210 117 | 206 893 | 208 930 | 213 403 |

## Organisation

Ancien logo de la communauté urbaine de Brest.

### Siège
Le siège de la métropole est situé à Brest, 24 rue Coat-ar-Guéven, CS 73826-29 238 Brest Cedex 2.

### Élus
Brest Métropole est administrée par son conseil de la métropole, composé, en 2020, de 66 conseillers métropolitains.
| Ville                                                                                 | Bohars | Bohars | Brest | Brest | Gouesnou | Gouesnou | Guilers | Guilers | Guipavas | Guipavas | Plougastel- Daoulas | Plougastel- Daoulas | Plouzané | Plouzané | Le Relecq- Kerhuon | Le Relecq- Kerhuon | Total | Total | Total |
| ------------------------------------------------------------------------------------- | ------ | ------ | ----- | ----- | -------- | -------- | ------- | ------- | -------- | -------- | ------------------- | ------------------- | -------- | -------- | ------------------ | ------------------ | ----- | ----- | ----- |
| Nombre de sièges en 2008                                                              | 2      | 2      | 54    | 54    | 3        | 3        | 3       | 3       | 5        | 5        | 5                   | 5                   | 5        | 5        | 5                  | 5                  | 82    | 82    | 82    |
| Répartition par groupe politique                                                      |        | 2      | "     | "     | "        | "        | "       | "       | "        | "        | "                   | "                   | "        | "        | "                  | "                  | "     | "     | "     |
| Nombre de sièges en 2014                                                              | 2      | 2      | 35    | 35    | 3        | 3        | 4       | 4       | 7        | 7        | 7                   | 7                   | 6        | 6        | 6                  | 6                  | 70    | 70    | 70    |
| Répartition par groupe politique                                                      | 0      | 2      | 27    | 8     | 1        | 2        | 1       | 3       | 6        | 1        | 1                   | 6                   | 5        | 1        | 5                  | 1                  | 45    | 1     | 24    |
| Nombre de sièges en 2020                                                              | 2      | 2      | 33    | 33    | 3        | 3        | 4       | 4       | 7        | 7        | 6                   | 6                   | 6        | 6        | 5                  | 5                  | 66    | 66    | 66    |
| Conseiller(s) faisant partie du groupe de : = la majorité - = divers - = l'opposition |        |        |       |       |          |          |         |         |          |          |                     |                     |          |          |                    |                    |       |       |       |

### Présidence
À la suite des élections municipales et communautaires de 2020, le conseil communautaire de BM du 10 juillet 2020 a réélu François Cuillandre, maire de Brest et désigné les 21 vice-présidents et 14 autres conseillers de la communauté qui composent avec le président le bureau de la métropole.
| Période      | Période       | Identité            | Étiquette | Qualité |
| ------------ | ------------- | ------------------- | --------- | --- |
| janvier 1974 | mai 1977      | Georges Lombard     | CDP       | Avocat, maire de Brest, député du Finistère, sénateur, conseiller régional                                            |
| mai 1977     | octobre 1981  | Joseph Gourmelon    | PS        | Député |
| octobre 1981 | juin 1982     | Francis Le Blé      | PS        | Chef de travaux à l'arsenal de Brest, maire de Brest                                                                  |
| juillet 1982 | mai 1983      | Pierre Maille       | PS        | Professeur, maire de Brest, conseiller général du Finistère                                                           |
| juin 1983    | mai 1989      | Georges Lombard     | UDF       | |
| mai 1989     | avril 2001    | Pierre Maille       | PS        | Maire de Brest |
| avril 2001   | décembre 2014 | François Cuillandre | PS        | Professeur de droit public, maire de Brest, député du Finistère Réélu pour le mandat de 2014 de la communauté urbaine |

| Période      | Période  | Identité            | Étiquette | Qualité                                       |
| ------------ | -------- | ------------------- | --------- | --------------------------------------------- |
| janvier 2015 | En cours | François Cuillandre | PS        | Maire de Brest Réélu pour le mandat 2020-2026 |

### Compétences
L'intercommunalité exerce les compétences qui lui ont été transférées par les communes membres, dans les conditions déterminées par le code général des collectivités territoriales.
Compétences de la communauté urbaine
En 2023, les compétences de BMO comprennent les champs suivants :
- Développement économique, culturel et social
- Aménagement de l'espace communautaire
- Habitat
- Gestion des grands services d'intérêt collectif, de protection et de mise en valeur de l'environnement et de politique du cadre de vie
  - dont les transports urbains, avec le réseau Bibus, le téléphérique et le tramway

Compétences de la métropole
La métropole est, en droit français, une structure exerçant, aux termes de la loi, de très nombreuses compétences issues des communes, qui en font la structure la plus intégrée des diverses formes d'intercommunalité françaises.
Outre les compétences ainsi rendues obligatoires par l'article L. 5217-2 du code général des collectivités territoriales, la métropole a reçu des communes les compétences suivantes déjà précédemment exercées par la communauté urbaine :
- actions de soutien à la recherche, à l'enseignement supérieur, à la formation professionnelle et à la vie étudiante ;
- participation aux actions et aux dispositifs d'insertion économique et, en particulier, soutien à la maison de l'emploi et de la formation professionnelle, créée à l'échelle du pôle métropolitain du pays de Brest, à la mission locale et au plan local pour l'insertion et l'emploi ;
- soutien aux projets pédagogiques dans les collèges et les lycées ;
- lycées et collèges dans les conditions fixées au titre Ier du livre II et au chapitre Ier du titre II du livre IV ainsi qu'à l'article L. 521-3 du code de l'éducation ;
- soutien des pratiques touristiques contemporaines au sein des équipements d'agglomération et de l'association Passerelle, de l'organisation des manifestations nautiques et des fêtes maritimes, de l'organisation de congrès ou de salons professionnels ayant trait à ses compétences, du sport professionnel ;
- fourniture des services de communication ;
- création, aménagement, gestion et entretien des espaces verts publics à l'exception de ceux accessoires à un équipement ou à un établissement communal ou situés à l'intérieur de ceux-ci ;
- éclairage public ;
- nettoiement des espaces publics, comprenant celui des plages ; installation d'équipements sanitaires à proximité immédiate de celles-ci ; soutien aux plans de gestion municipaux des plages ;
- participation au financement de la production et de la réhabilitation du logement privé ;
- capture et mise en fourrière des animaux errants ;
- entretien et gestion des espaces naturels sensibles identifiés par le conseil de la communauté dans le cadre du plan local d'urbanisme, des chemins appartenant aux communes et des sentiers de randonnées ayant fait l'objet d'une convention ;
- entretien et gestion de la servitude littorale, sous réserve qu'elle ait été approuvée par l'État et que la convention ait été passée avec lui ;
- actions d'expertise et d'analyse dans le domaine sanitaire et environnemental ;
- actions d'accompagnement de la politique de résorption du caravanage sauvage.

### Fiscalité et budget
La métropole est un établissement public de coopération intercommunale à fiscalité propre.
Afin de financer l'exercice de ses compétences, l'intercommunalité perçoit, comme toutes les métropoles, la fiscalité professionnelle unique (FPU) – qui a succédé à la taxe professionnelle unique (TPU) – et assure une péréquation de ressources.
Elle collecte également la taxe d'enlèvement des ordures ménagères (TEOM) et la redevance spéciale ordures ménagères, qui financent ce service public, ainsi que la taxe de séjour perçue sur les touristes.

## Projets et réalisations
Le 22 décembre 2011, Brest Métropole présente son projet de téléphérique qui relie, à partir du 19 novembre 2016, les deux rives de la ville.
Le 23 juin 2012, Brest Métropole met en service sa première ligne de tramway.